# James Quinn
James Quinn   (Brooklyn, 9 de setembre de 1906 - Cranston, 12 de juliol de 2004) va ser un atleta estatunidenc, especialista en curses de velocitat, que va competir durant la dècada de 1920.
El 1928 va prendre part en els Jocs Olímpics d'Amsterdam, on va guanyar la medalla d'or en la prova dels 4x100 metres relleus del programa d'atletisme formant equip amb Frank Wykoff, Charles Borah i Henry Russell. El 1928 també guanyà el títol de les 100 iardes de l'IC4A.

## Millors marques
- 100 metres llisos. 10.6" (1928)
- 4x100 metres relleus. 41.0" (1928)[1][2]